# コードロン C.440

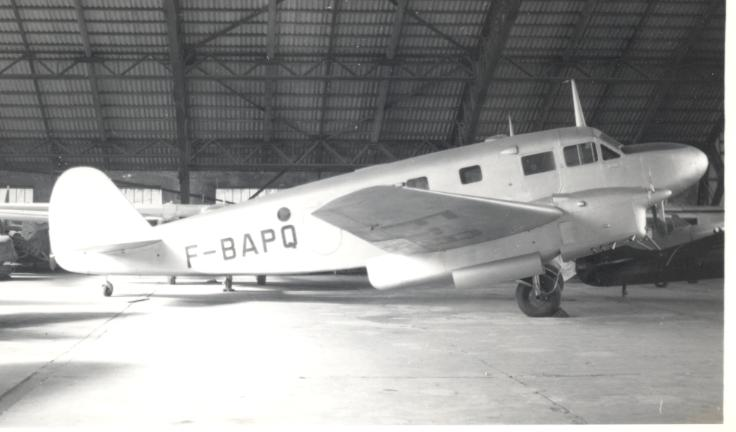
Caudron C.449 Goeland

コードロン C.440 ゴエラン（Caudron C.440 Goéland、ゴエランはカモメの意味）は1930年代のフランス6座席の多用途機である。

## 概要
木製構造の双発低翼片持ち単葉機で、主脚はエンジンナセル内に引き込まれる。全体は合板張りの構造であったが、胴体の前部と上面は金属で被覆されていた。6座席の客室の前後に荷物室があり、トイレは客室後部に設けられた。一般顧客の他、フランス空軍、フランス海軍などや、国営アフリカ航空やエール・フランス、セルビアの航空会社、アエロプットでも用いられた。生産は第二次世界大戦が始まるまで続けられた。戦争中は多くの機体が軍に徴用された。フランスの降伏後は何機かはドイツ空軍、ルフトハンザ、独立スロバキアの空軍で用いられた。1942年にスロバキア空軍は12機のC.445Mを注文した。
戦後、生産が再開され、軍用、民間用の輸送機、練習機として運用された。戦後の航空産業の再編でコードロンはSNCAN（Société Nationale de Constructions Aéronautiques du Nord）の一部となったため、ノール ゴエランの名称で生産が続けられ、325機が生産され、エールフランス、SABENA、 エーグル・アズール、Compagnie Air Transportで運用された。

## 要目(C.445M)

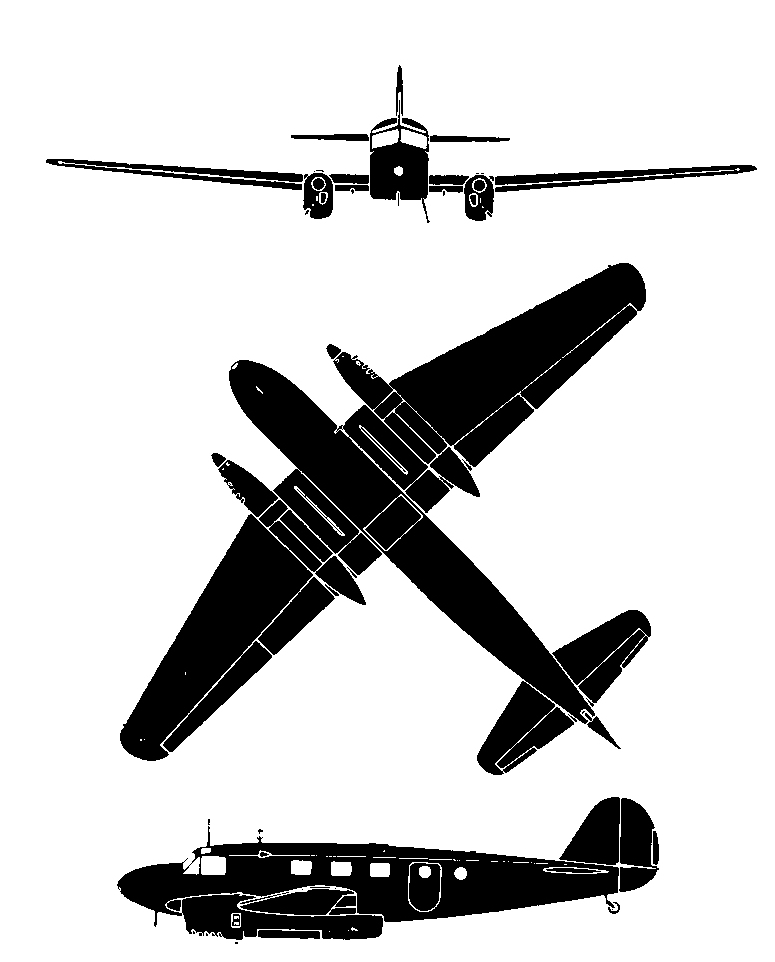
Nord C.449-1 Goeland

- 乗員: 2名
- 乗客: 6名
- 全長: 13.68 m
- 全巾; 17.59 m
- 全高: 3.40 m
- 空虚重量: 2,292 kg
- 最大離陸重量: 3.500 kg
- エンジン: 2× Renault 6Q
- 出力 220 hp

- 最大速度: 300 km/h
- 巡航高度：7,000 m
- 航続距離：1,000 km
- 上昇率：3.3m/s